# لیندزلی پارسونز
لیندزلی پارسونز (انگلیسی: Lindsley Parsons؛ ۱۲ سپتامبر ۱۹۰۵ – ۸ اکتبر ۱۹۹۲) یک تهیه‌کننده و فیلم‌نامه‌نویس اهل ایالات متحده آمریکا بود.
وی نویسنده فیلم‌هایی همچون دره رنگین‌کمان و تهیه‌کننده قانون جنگل و شکارچیان گرگ بوده است.